# Faith Okwose
Faith Okwose (* 27. Mai 2006) ist eine nigerianische Leichtathletin, die sich auf den Sprint spezialisiert hat.

## Sportliche Laufbahn
Erste internationale Erfahrungen sammelte Faith Okwose im Jahr 2023, als sie bei den U18-Afrikameisterschaften in Ndola in 11,53 s und 23,51 s jeweils die Goldmedaille über 100 und 200 Meter gewann. Anschließend siegte sie bei den Commonwealth Youth Games in Port-of-Spain in 11,26 s im 100-Meter-Lauf und siegte auch über 200 Meter in 23,36 s. Zudem belegte sie in der Mixed-Staffel über 4-mal 400 Meter in 3:28,31 min den vierten Platz. Kurz darauf kam sie bei den Weltmeisterschaften in Budapest mit der 4-mal-100-Meter-Staffel im Vorlauf nicht ins Ziel.
2023 wurde Okwose nigerianische Meisterin im 200-Meter-Lauf.

## Persönliche Bestleistungen
- 100 Meter: 11,26 s (+0,8 m/s), 7. August 2023 in Port-of-Spain
- 200 Meter: 23,31 s (−0,2 m/s), 2. Mai 2023 in Ndola